# Groenlands voetbalelftal (mannen)
Het Groenlands voetbalelftal is het voetbalteam dat Groenland internationaal vertegenwoordigt. Het nationale elftal wordt overkoepeld door de Groenlandse Voetbalunie. Groenland is lid van de ConIFA, een voetbalfederatie die bestemd is voor de landen die geen lid zijn van de FIFA, CONCACAF, UEFA. Daardoor kan het niet aantreden op bijvoorbeeld het wereld-, Noord-Amerikaanse of Europees kampioenschap.
De meeste wedstrijden heeft Groenland tegen de Faeröereilanden en IJsland gespeeld, maar geen van beiden beschouwen de duels als officiële interlands. Groenland heeft ook tegen Tibet gespeeld, dat eveneens geen FIFA-lid is. De Groenlandse voetballers mogen ook uitkomen voor het Deense elftal omdat Groenland een deel is van het Deense Koninkrijk.

1 CONCACAF-lid · 2 geassocieerd CAF-lid · 3 geassocieerd OFC-lid · 4 geassocieerd AFC-lid